# Émile Pouget

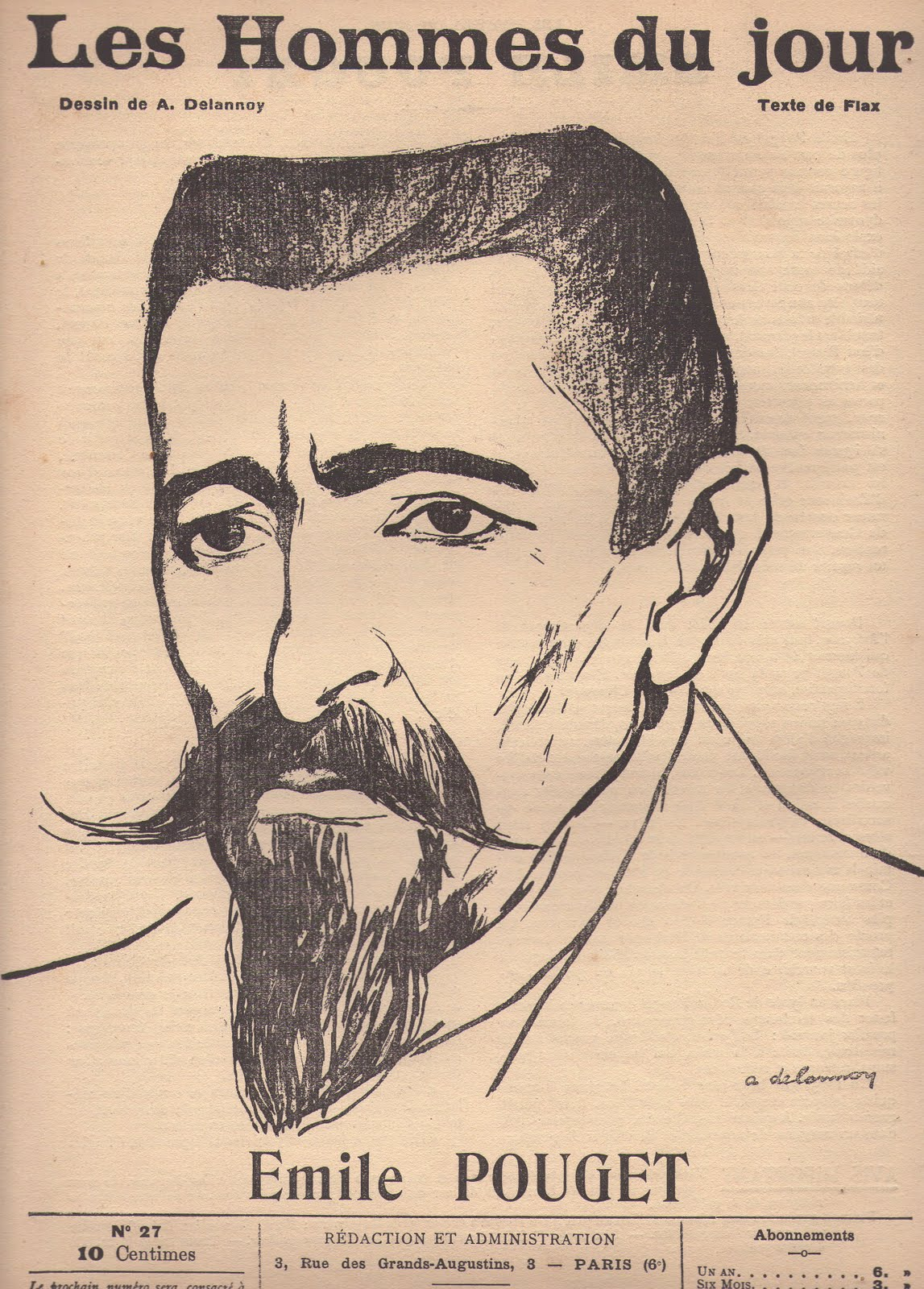
Pouget gezeichnet von Aristide Delannoy vor 1911

Émile Pouget (* 12. Oktober 1860 in Pont-de-Salars, Département Aveyron; † 21. Juli 1931 in Palaiseau, Département Seine-et-Oise) war ein bedeutender Vertreter des Anarchismus und des revolutionären Syndikalismus in Frankreich.

## Theorie und politisches Engagement
Émile Pouget verband den Anarchismus mit dem revolutionären Syndikalismus und war als politischer Aktivist und Theoretiker ein Vorkämpfer der Direkten Aktion, des Generalstreiks und der Sabotage als politisches Mittel. Er nahm bedeutenden Einfluss auf die syndikalistische Bewegung und die Gewerkschaft Confédération générale du travail (CGT). Sein Einfluss war nicht nur in Frankreich, sondern auch international und vor allem in Spanien sehr groß. In seiner Theorie bezog Pouget sich auf Fernand Pelloutiers. Er gründete die Zeitschrift Le Père Peinard.

### Zitate
„Der syndikalistische Organismus ist im Wesentlichen föderalistisch. An der Basis steht die Gewerkschaftsgruppe, das Syndikat, das eine Ansammlung von Arbeitern ist; auf der zweiten Ebene gibt es die Föderation der Syndikate und die Branchengewerkschaft der Syndikate, beides Ansammlungen von Syndikaten; dann, auf der dritten und letzten Ebene schließlich gibt es die Allgemeine Arbeiter-Konföderation, die eine Ansammlung von Föderationen und Branchengewerkschaften der Syndikate ist. Auf jeder Ebene ist die Autonomie des Organismus verwirklicht: Die Föderationen und Branchengewerkschaften sind autonom innerhalb der Konföderation; die Syndikate sind autonom innerhalb der Föderation und der Branchengewerkschaft; und die einzelnen Syndikalisten sind autonom innerhalb der Syndikate.“

## Werke
- La Confédération générale du travail, Bibliothèque du Mouvement Prolétarien, Librairie des sciences politiques et sociales Marcel Rivière, Paris, 1910 Texte en ligne
- Le Parti du Travail
- Le Sabotage, Mille et une nuits, coll. « La petite collection », Paris, 2004, ISBN 2-84205-856-9 Texte en ligne
- Les Caractères de l'action directe

Artikel
- Barbarie française, Le Père Peinard, Nr. 45, 12. Januar 1890
- Faramineuse consultation sur l'avenir, Almanach du Père Peinard, Paris, 1896
- Jabotage entre bibi et un fiston, Almanach du Père Peinard, Paris, 1894
- L'Automne, Almanach du Père Peinard, 1896
- L'été, Almanach du Père Peinard, 1897
- L'Hiver, Almanach du Père Peinard, 1897
- Le Muselage Universel, Almanach du Père Peinard, 1896
- Le Printemps, Almanach du Père Peinard, 1897
- Le Sabotage, Almanach du Père Peinard, Paris, 1898
- Les Lois Scélérates de 1893-1894, Éditions de la Revue blanche, 1899
- Patron assassin, Le Père Peinard, 4. Juni 1893
- Pourquoi et comment Le Père Peinard s'est bombardé Journaleux, Almanach du Père Peinard, 1894
- Qu'on châtre la frocaille ! En attendant mieux, Le Monde libertaire, 31. Januar 2002
- Un cochon, Le Père Peinard, 10 / 1890

In deutscher Übersetzung
- Emile Pataud/Emile Pouget: Das letzte Gefecht, Revolutionsroman, übersetzt von Rudolf Rocker, illustriert von Fermin Rocker. Gilde freiheitlicher Bücherfreunde; sowie im ASY-Verlag und als Gildenbuch, Berlin, 1930 (zur Bibliographie vgl. auch Anarchopedia)
- Der Syndikalismus. Berlin, 1920 (Bibliographische Angaben vgl. mit der Datenbank des deutschsprachigen Anarchismus)
- Die Revolution ist Alltagssache. Schriften zur Theorie und Praxis des revolutionären Syndikalismus, übersetzt, eingeleitet und kommentiert von Michael Halfbrodt, Verlag Edition AV, Lich 2014

### Online Ausgaben
- Dominique Sommier: Émile Pouget et Le Père Peinard, Almanach et hebdomadaire anarchiste (1889-1902) (Memento vom 19. Mai 2009 im Internet Archive), bei 19e.org, 2004.
- Lucien Orsane: À la mémoire d'Emile Pouget, Anarchiste syndicaliste révolutionnaire aveyronnais 1860-1931, bei Jccabanel.free.fr.
- Paco: La Plume rouge et noire du « Père Peinard » (Memento vom 25. Juni 2007 im Internet Archive), bei Monde-libertaire.info, 2006.
- Paul Delesalle: Émile Pouget (Memento vom 28. September 2007 im Internet Archive), Histoire du syndicalisme révolutionnaire et de l'anarcho-syndicalisme, bei Pelloutier.net.